# Braunsia formosana
Braunsia formosana är en stekelart som först beskrevs av Watanabe 1934.  Braunsia formosana ingår i släktet Braunsia och familjen bracksteklar. Inga underarter finns listade.